# 錢順時
錢順時（1532年—1560年），字道隆，號竹所，直隸蘇州府常熟縣人，民籍，明朝政治人物。

## 生平
嘉靖三十四年（1555年）乙卯科應天府鄉試第一百二名。嘉靖三十八年（1559年），登己未科二甲第七十名進士。當年十月奉命运送军饷至遼東，當時遼東大饥荒，人食草土，以至相屠以食。到达山海关時，关吏送上人肉給钱顺时食用，钱大为心悸，又听見饥饿的軍人大声鼓噪呼喊，恐惧之下心疾发作，在刺骨风雪中完成差事后，即请假养病，归家不久卒，年二十九。
钱顺时长相白皙秀美，长于经史，曾据二十一史及历代野史，编成《古今谈苑》。又讲求天文、律历、河渠、兵農諸家之书，荟聚成书，凡百餘卷，名曰《資世文鑰》，醫卜方技，無不旁猎。

## 家族
曾祖錢泰，遇例冠帶；祖父錢元禎，號濱江；父錢體仁（1509年-1574年），字長卿，號虚菴；母趙氏。具庆下。弟钱顺德、順理、順治、順化。從兄钱之选（刑部主事）。子錢世揚。孫錢謙益，明末清初文壇領袖。